# Arthroleptis schubotzi
Espèce
Synonymes
- Schoutedenella schubotzi (Nieden, 1911)
- Schoutedenella kivuensis De Witte, 1941
- Arthroleptis  kivuensis (De Witte, 1941)
- Schoutedenella discodactyla Laurent, 1954
- Arthroleptis  discodactyla (Laurent, 1954)

Statut de conservation UICN

 LC  : Préoccupation mineure
Arthroleptis schubotzi est une espèce d'amphibiens de la famille des Arthroleptidae.

## Répartition
Cette espèce se rencontre de 1 460 à 2 800 m d'altitude le long de la vallée du Grand Rift dans le sud-ouest de la Tanzanie, au Burundi, au Rwanda, en Ouganda et dans l'Est du Congo-Kinshasa.

## Étymologie
Cette espèce est nommée en l'honneur de Johann G. Hermann Schubotz (1881–1955).

## Publication originale
- Nieden, 1911 "1910" : Neue ostafrikanische Frösche aus dem Kgl. Zool. Museum in Berlin. Sitzungsberichte der Gesellschaft Naturforschender Freunde zu Berlin, vol. 1910, p. 436-441 (texte intégral).